# Mach’ weiter, Dick!
Mach’ weiter, Dick! (Originaltitel: Carry On Dick) ist der 26. Film aus der Carry-On-Filmreihe.

## Inhalt
England 1750: Das Land erstickt im Verbrechen. Deshalb gründet König George eine neue Einheit von Verbrechensbekämpfern – die Windhunde seiner Majestät unter dem Kommando von Sir Roger Daley. Binnen kurzer Zeit sorgen sie für Ordnung auf Englands Straßen. Nur den schlimmsten aller Verbrecher, Dick Turpin, bekommen sie nicht in die Hände. Deshalb werden Captain Desmond Fancey und Sergeant Jock Strapp auf ihn angesetzt. Doch wie sie es auch anstellen, Turpin scheint immer einen Schritt voraus zu sein.
Was die beiden nicht wissen – sie werden von einer Vertrauensperson hintergangen. Dick Turpin ist niemand anderer als Reverend Flasher. Doch wer würde ihn oder seine Komplizin Harriett (Harry während der Raubzüge) verdächtigen? Aber auch Reverend Flasher ist nicht ohne Sorgen. Nicht nur, dass seine Haushälterin Martha Hoggett ihm Avancen macht, sie beginnt auch noch misstrauisch zu werden.

## Bemerkungen
Mach’ weiter, Dick! (der auch als Der total verrückte Straßenräuber gezeigt wurde) ist der letzte Film der Reihe, für den Drehbuchautor Talbot Rothwell das Drehbuch verfasst hatte. Außerdem war der Film der letzte der langjährigen Stammdarsteller Sidney James und Hattie Jacques.
Die Story basiert auf einer britischen Legende über den Robin-Hood-ähnlichen Dick Turpin. Die Geschichte wurde schon mehrfach verfilmt.
In Südafrika war der Film in den 1970er Jahren verboten, da er anti-christlich sei.

## Deutsche Fassung
Die deutsche Synchronbearbeitung entstand 1976 für das Fernsehen der DDR.
| Rolle                        | Darsteller        | Synchronsprecher      |
| ---------------------------- | ----------------- | --------------------- |
| Dick Turpin/Reverend Flasher | Sidney James      | Walter Niklaus        |
| Captain Desmond Fancey       | Kenneth Williams  | Kurt Kachlicki        |
| Martha Hoggett               | Hattie Jacques    | Marlies Reusche       |
| Madame Desiree               | Joan Sims         | Marylu Poolman        |
| Constable                    | Kenneth Connor    | Max Bernhardt         |
| Sir Roger Daley              | Bernard Bresslaw  | Hans Joachim Hegewald |
| Harriett/Harry               | Barbara Windsor   | Ingrid Hille          |
| Tom 'Doc' Scholl             | Peter Butterworth | Horst Kempe           |
| Sergeant Jock Strapp         | Jack Douglas      | Günther Grabbert      |
| Bullock                      | David Lodge       | Hans-Robert Wille     |

## Kritiken
- „'(…) muntere Robin-Hood-Persiflage mit deftigen Sexeinlagen und irrwitzigen Running Gags; dramaturgisch einer der besten aus der Reihe der ‚Carry On‘-Klamaukfilme.“ (Wertung: 2 von 4 möglichen Sternen = durchschnittlich) – Adolf Heinzlmeier und Berndt Schulz in Lexikon „Filme im Fernsehen“, 1990[2]

- „Burleske Komödie ohne jeden tiefer gehenden Anspruch (…).“ – Lexikon des internationalen Films, 1997[3]

## Medien

### DVD-Veröffentlichung
- Der total verrückte Straßenräuber. MMP/AmCo 2006